# Caladenia rileyi
Caladenia rileyi là một loài thực vật có hoa trong họ Lan. Loài này được D.L.Jones mô tả khoa học đầu tiên năm 1997.